# Jeff Pinkner

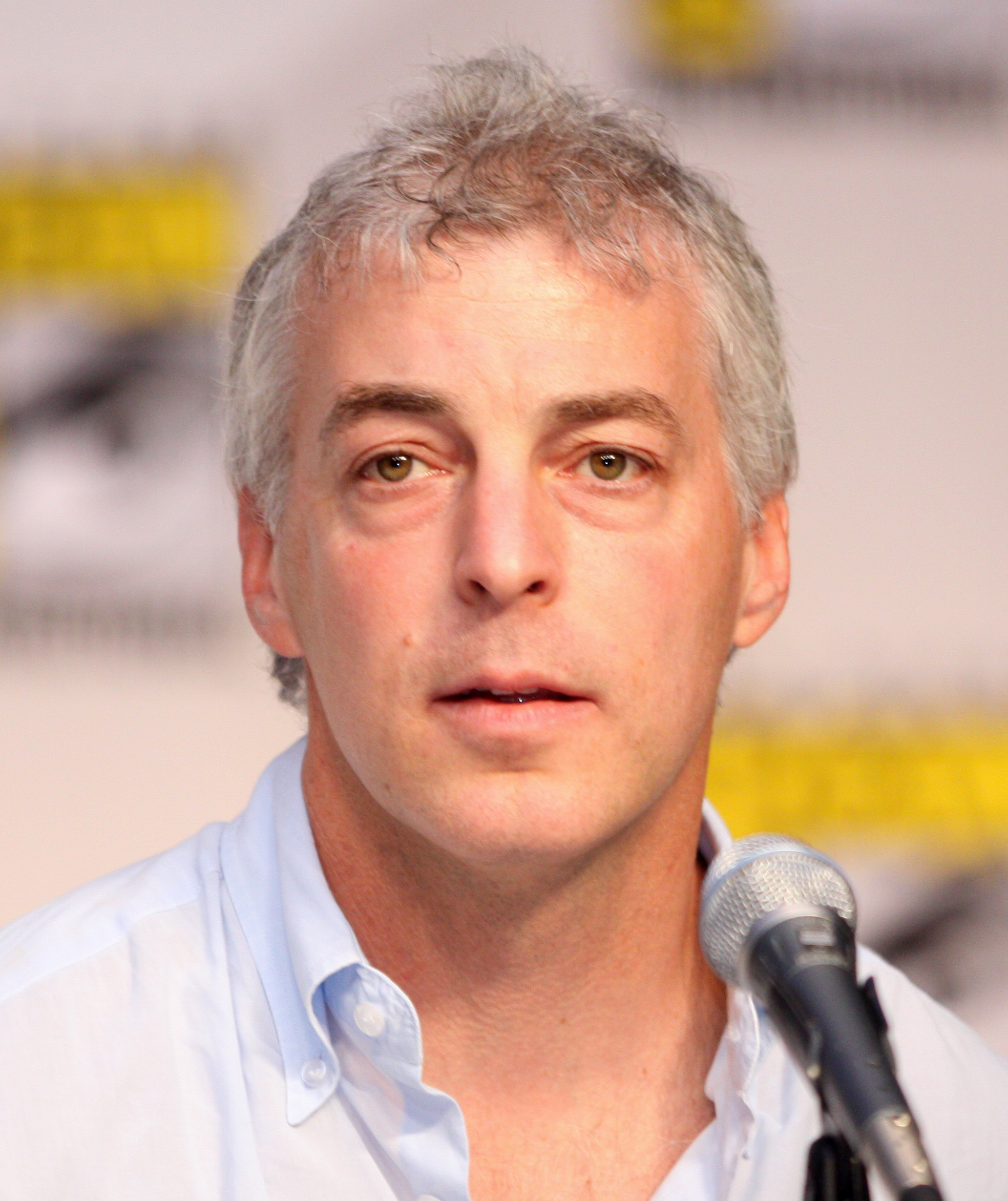
Jeff Pinkner auf der Comic-Con in San Diego 2010

Jeff Pinkner (* 16. November 1965) ist ein US-amerikanischer Drehbuchautor.

## Leben
Bekannt wurde er als Drehbuchautor von Fernsehserien wie Alias – Die Agentin und Fringe – Grenzfälle des FBI sowie von Abenteuerfilmen wie Jumanji: Willkommen im Dschungel und der Fortsetzung Jumanji: The Next Level.
Als Teil des Drehbuchautoren-Teams von Lost wurde Jeff Pinkner im Jahr 2007 für den Writers Guild of America Award der US-amerikanischen Writers Guild of America für das Beste Drehbuch einer Dramaserie nominiert.
Seine erste größere Filmbeteiligung hatte er als Drehbuchautor 2012 bei The Amazing Spider-Man 2: Rise of Electro zusammen mit Alex Kurtzman und Roberto Orci. 2015 entwickelte er zusammen mit Josh Appelbaum, André Nemec und Scott Rosenberg die Idee zur Fernsehserie Zoo, die aus drei Staffeln besteht und bis 2017 ausgestrahlt wurde.

## Filmografie
Filme
- 2014: The Amazing Spider-Man 2: Rise of Electro (The Amazing Spider-Man 2)
- 2015: Die 5. Welle (The 5th Wave)
- 2017: Der Dunkle Turm (The Dark Tower)
- 2017: Jumanji: Willkommen im Dschungel (Jumanji: Welcome to the Jungle)
- 2018: Venom
- 2019: Jumanji: The Next Level

Fernsehserien
- 1998: Ally McBeal (1 Episode)
- 1998–2000: Profiler (3 Episoden)
- 1999–2000: Allein gegen die Zukunft (Early Edition, 3 Episoden)
- 2001–2006: Alias – Die Agentin (Alias, 12 Episoden)
- 2006–2007: Lost (4 Episoden)
- 2008–2012: Fringe – Grenzfälle des FBI (Fringe, 26 Episoden)
- 2015–2017: Zoo (Schöpfer)

- seit 2021: Cowboy Bebop (Fernsehserie)

als Executive Producer
- 2018: Everything Sucks! (Fernsehserie)
- 2018: Origin (Fernsehserie)